# La Groise

La Groise este o comună în departamentul Nord, Franța. În 2009 avea o populație de 461 de locuitori.